# Резня в Балигороде
Резня в Балигороде (пол. Zbrodnia w Baligrodzie) — массовое уничтожение бойцами УПА польского гражданского населения в населённом пункте Балигород Лесковского повята, Подкарпатского воеводства Польши, происходившее 6 августа 1944 года.

## Ход бойни
Массовое убийство было совершено сотней УПА «Ударники-4» под командованием Владимира Щигельского (Бурлаки). Мотивом для расправы послужила месть за резню в соседнем селе Стежница 4 августа, когда советские партизаны застрелили около десятка украинских жителей и сожгли два десятка домов в селе. В ответ отряд УПА обстрелял отдел советских партизан, проходивший через Стежницу, в результате чего завязался бой, в ходе которого погибли 6 бойцов УПА. Приказ о нападении на Балигород отдал войсковой референт ОУН(б) Василий «Богдан» Цебеняк..
УПА атаковала Балигород со стороны сёл Стежница и Гучвицы. Войдя в село бандеровцы окружили костёл, откуда выводили поляков небольшими группами, которых они затем расстреливали. Среди убитых был судья, капитан артиллерийского резерва Войска Польского доктор Штефан Шларп. Бойню в церкви остановило вмешательство местного греко-католического священника.
При этом другая группа уповцев орудовала уже в польских домах села. Также разгрому подверглась аптека. Получив информацию о приходе в район советских партизан, УПА отошла из села. После бойни оставшиеся поляки укрылись в лесу, некоторые украинцы также покинули село, опасались возмездия поляков.
Ещё одно нападение всё той же сотни УПА «Бурлаки» на Балигород было совершено годом позже. 1 августа 1945 года около 22:00 украинские партизаны атаковали заставу польской Народной милиции. Польские милиционеры обороняли заставу до 5 часов утра, в результате чего уповцы отступили, но в отместку сожгли семь домов.